# Rincon Center

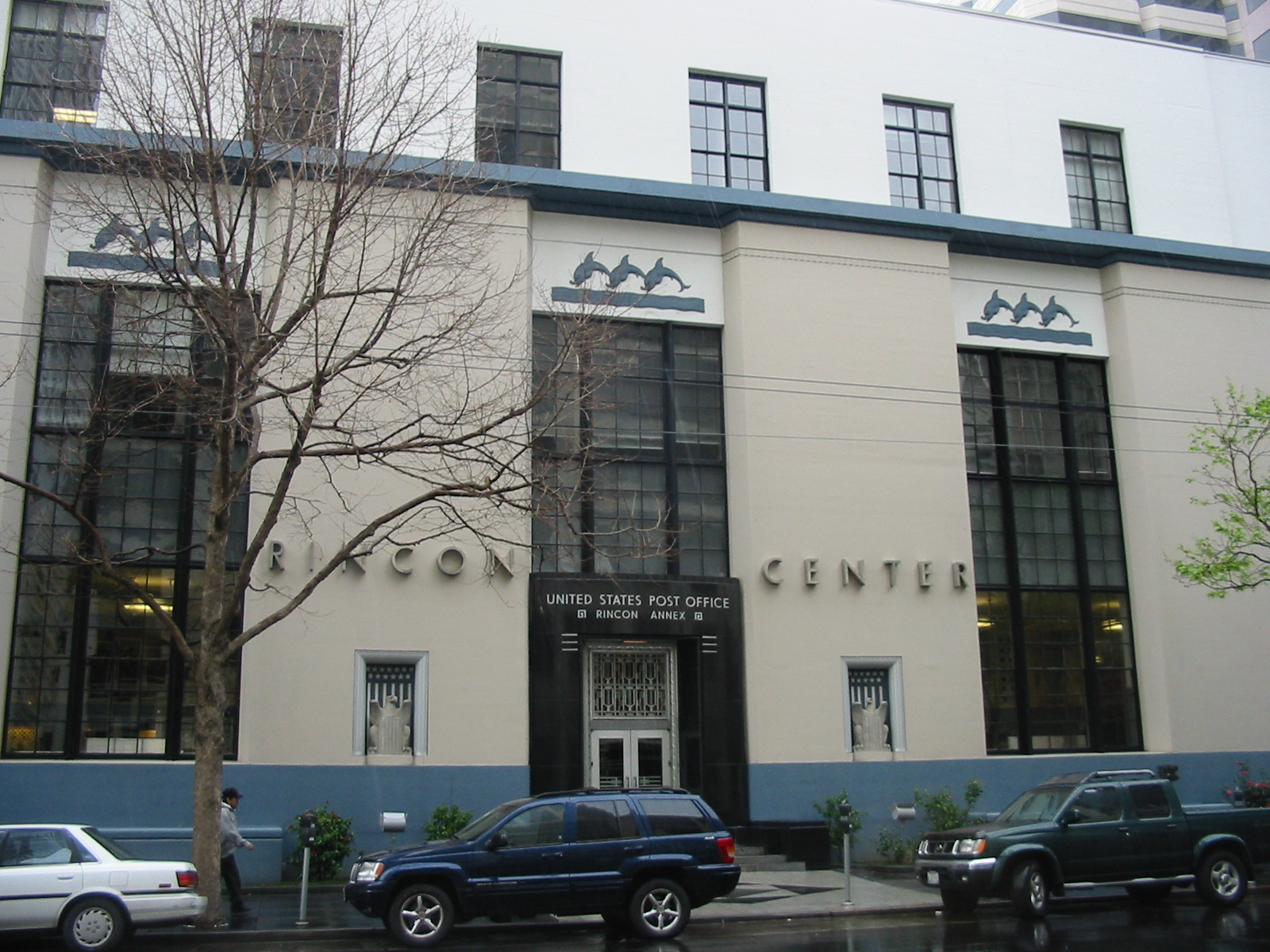
Rincon Center

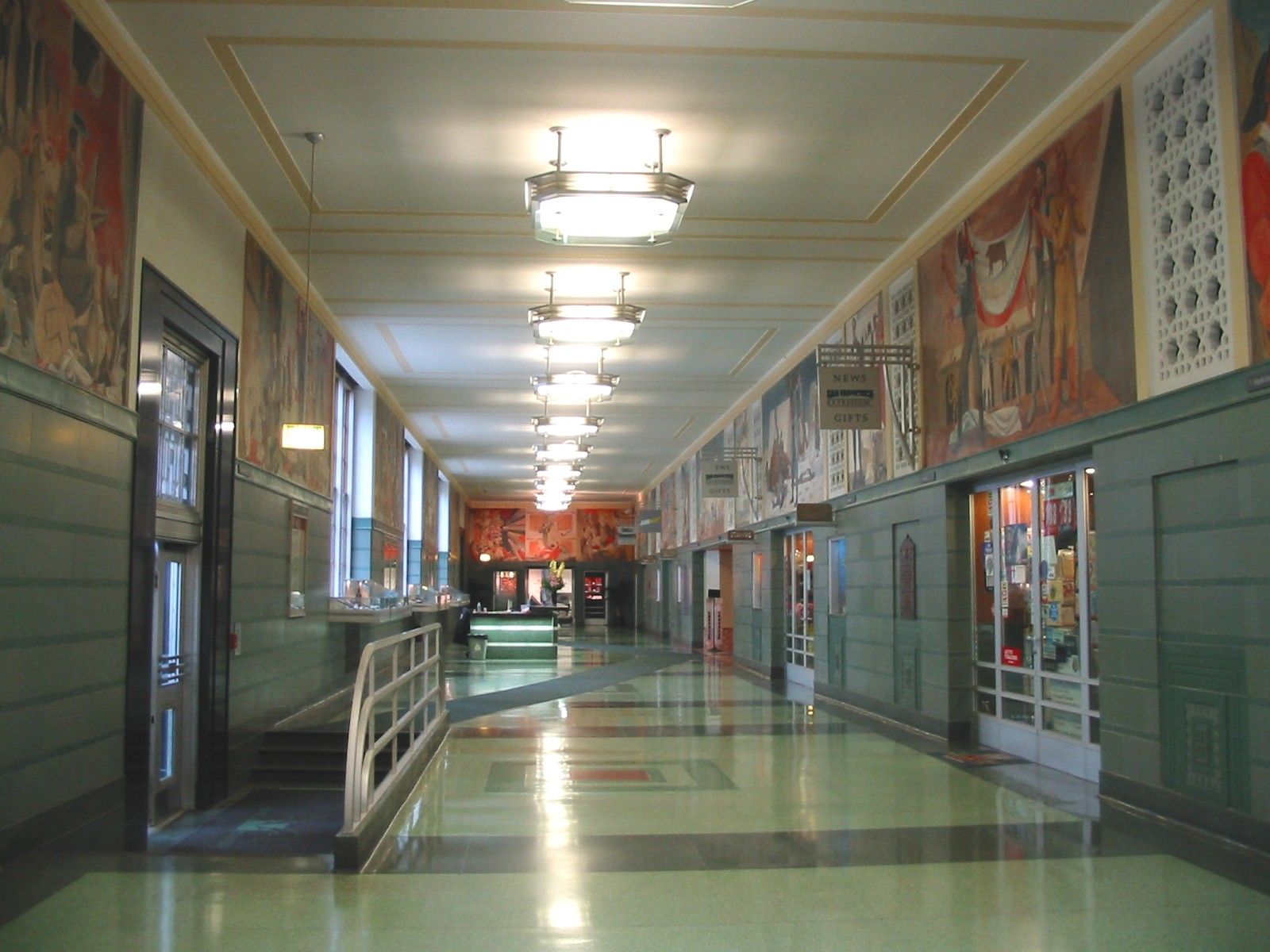
Centrale hal met onder het plafond aan alle zijden de muurschilderingen

Het Rincon Center is een gebouw in San Francisco. Het adres is 101 Spear St. 
Het werd gebouwd in 1939 en is ontworpen door G.S. Underwood in art-deco-stijl. Aan de buitenzijde zijn decoraties met dolfijnen te zien. Oorspronkelijk was het een postkantoor. In de hal aan de binnenzijde zijn 27 muurschilderingen te zien van de Russische immigrant Anton Refregier. Hij was een navolger van Diego Rivera. De muurschilderingen tonen de geschiedenis van Californië.